# Aelbrecht Bouts
Aelbrecht Bouts também pode ser conhecido como Aelbert Bouts. O pintor, que foi importante para a Pintura flamenga, provavelmente nasceu na cidade de Lovaina, distrito da Bélgica, entre os anos de 1451 e 1454 – Lovaina, 1549. Aelbrecht, que faleceu no município de Leuven, na Bélgica, produzia obras de artes no estilo pintor gótico flamengo.
O artista nasceu em uma família de pintores. Seu pai foi Dieric Bouts, o Velho (ca. 1415 - 1475), e seu irmão, Dieric Bouts, o Jovem (ca. 1448 - 1490).  Jan Bouts (ca. 1478 - ca. 1530), filho de Dieric Bouts, o Jovem, também se tornou pintor. Dieric Bouts, o Jovem, herdou a oficina de seu pai, em 1475, enquanto Albrecht abriu sua própria oficina, também em Lovaina.  Aelbrecht desenvolveu seu próprio estilo marcante, com cores fortes, ricas texturas e detalhes finos. 

O Museu e Galeria da Universidade de Bob Jones (Greenville, na Carolina do Sul), o McNay Art Museum (San Antonio, de Texas), o Museu de Arte de Cleveland, o Museu Fitzwilliam (Cambridge), os Museus de Arte da Universidade de Harvard, o Museu de Arte Honolulu, o Hood Museu de Arte de Norton Simon (Pasadena, na Califórnia), o Museu de Arte de Nelson-Atkins (Kansas City, em Missouri), os Museus Retros das Belas Artes da Bélgica, o Museu Czartoryski e a Staatsgalerie Stuttgart são alguns dos espaços que armazenam e apresentam as coleções públicas com pinturas de Aelbrecht Bouts.

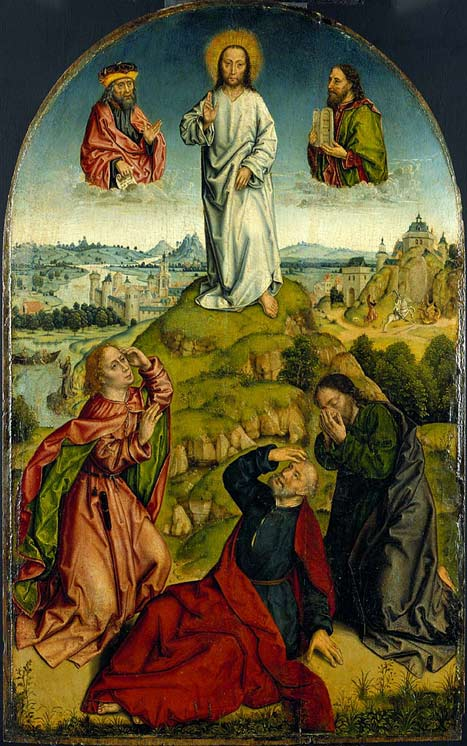
A Transfiguração